# Alja Kozorog
Alja Kozorog, slovenska kanuistka, * 17. december 1996.
Kozorog je na svetovnih prvenstvih osvojila bronasto medaljo leta 2023 v disciplini C-1 ekipno, na evropskih prvenstvih pa v isti disciplini srebrni medalji v letih 2020 in 2024. Za Slovenijo je nastopila na Poletnih olimpijskih igrah v Tokiu, kjer je zasedla 12. mesto v disciplini C-1.